# Odylio Denys
Odylio Denys (Santo Antônio de Pádua, 17 de febrero de 1892 — Río de Janeiro, 5 de noviembre de 1985) fue un militar brasileño. Mariscal de campo, mandó la 3.ª División de Infantería, en Santa Maria, entre septiembre y noviembre de 1946. Ostentó el cargo de ministro de la Guerra entre el 15 de febrero de 1960 y el 7 de septiembre de 1961, en los gobiernos de Juscelino Kubitschek, Jânio Quadros y Ranieri Mazzilli.

## Biografía
Fue padre del general Rubens Bayma Denys, jefe de la Casa Militar en el gobierno de José Sarney y ministro de Transportes en el gobierno Itamar Franco.

## Trayectoria
Entre el 21 de marzo de 1953 y el 14 de junio de 1954 comandó la Zona Militar Sur, en Porto Alegre.
Tuvo participación destacada en momentos decisivos con los gobiernos de Juscelino Kubitschek, Jânio Quadros, Ranieri Mazzilli y João Goulart.
Fue amigo personal del general Henrique Teixeira Lott, habiendo aconsejado a este, a la sazón ministro de la Guerra de João Café Filho, apoyar el contragolpe para deponer al presidente en ejercicio, Carlos Luz, que maniobraba con el apoyo de Carlos Lacerda contra el presidente constitucional Juscelino Kubitschek, en noviembre de 1955. Sin embargo, en 1961, ya con las relaciones mermadas, Denys mandó detener a Teixeira Lott que, durante la crisis causada por la renuncia del presidente Jânio Quadros, escribió un texto defendiendo la Constitución, que garantizaba la posesión de João Goulart, hostilizado por los militares conservadores. Odílio Denys, junto con el brigadier Gabriel Grün Moss (Aeronáutica) y el almirante Silvio Heck (Marina), constituyó una junta militar, que en la práctica fue la que gobernó durante los 13 días en que el paulista Ranieri Mazzilli, presidente de la Cámara, estuvo en la presidencia de la República de manera interina, a la espera de que el presidente Goulart volviera de China. Ellos intentaron vetar, sin éxito, la posesión del vicepresidente João Goulart.
Fue ministro de la Guerra entre el 15 de febrero de 1960 y el 7 de septiembre de 1961, en los gobiernos de Juscelino Kubitschek y Jânio Quadros. Fue, también, uno de los articuladores del golpe militar de 1964.